# エドウィン・ホルト
エドウィン・ビッセル・ホルト（Edwin Bissell Holt, 1873年8月21日 - 1946年1月25日）は、1901年から1918年までハーバード大学の哲学・心理学教授を務めた研究者。1926年から1936年までプリンストン大学の心理学客員教授を務めた。

## 略歴
ホルトはマサチューセッツ州ウィンチェスターに生まれた。1896年にハーバード大学を卒業し、1901年に同じくハーバード大学で博士号を取得した。ハーバード大学での師は、ウィリアム・ジェイムズ、ヒューゴー・ミュンスターバーグ、ジョサイア・ロイスであった。
ホルトは1918年にハーバード大学の教職を退いた。Kuklick (1977)は、ホルトがハーバード大学を退職したのは、さまざまな原因によると指摘している。第一に、ホルトは、ウィリアム・ジェイムズが抱いていたアカデミアに対する懸念と批判を共有していたことがある。ホルトの時代には、学問が知識のための誠実な探求ではなく、個人の栄光と名声のための探求になっており、そのことに憤りを感じていた。第二に、ロバート・ヤーキーズ、ハーバート・ラングフェルト、ラルフ・バートン・ペリーといった彼の知的友人グループのメンバーが、家庭的な理由でケンブリッジを去ったり、引きこもったりしていたことである。またHeft（2001）は、ホルトの同性愛が20世紀初頭のケンブリッジでさらなる対立を生んだ可能性を示唆している。第三に、Kuklick (1977)によれば、ホルトが老いた母親の介護を引き受けたために、社会的交流が減少し、マンチェスター大学からの学問的オファーを断ったことが理由であった可能性が高い。ホルトは、母の死後、すぐにハーバード大学を辞職した。
ホルトの博士論文は、ミュンスターバーグの指導のもと、知覚を扱うものだった。1910年頃、ロイスがウィリアム・ジェイムズの実在論を批判したことに対抗して、新実在論という哲学運動を他の人々とともに始めた。1909年にクラーク大学で行われたジークムント・フロイトの有名な講演を聴いたホルトは、精神分析に強い感銘を受け、その影響下で『The Freudian Wish』を著した。ホルトの最も有名な著作は、1931年に出版された『Animal Drive and the Learning Process: An Essay Toward Radical Empiricism』であり、同書では学習と発達に関する彼の見解が提示されている。
ホルトの心理学はワトソンの行動主義に通じるものがあるが、彼の行動論はワトソンよりも幅広く、より哲学的である。例えば、目標、目的、計画といった概念は、生物の行動において明らかに観察可能である（Charles, 2011の議論を参照せよ）。この考え方は、ホルトの最も有名な弟子の一人であるエドワード・トールマンの理論に直接影響を与え、トールマンは後に目的行動に関する自身の研究を通じてホルトの主張の多くを強調することになった。
ホルトは引退後、長年連れ添った妻のジョージ・X・バーニエとともにメイン州テナントハーバーに引っ越した。その後、1926年から1936年までの10年間プリンストン大学で教え、その後メイン州に戻った。1946年、メイン州ロックランドで死去、マサチューセッツ州ウィンチェスターに埋葬されている。

## 著作
- "The Place of Illusory Experience in a Realistic World." in The New Realism. New York: Macmillan (1912).
- The Concept of Consciousness. New York: Macmillan (1914)
- The Freudian Wish and Its Place in Ethics. New York: Holt (1915)
- Animal Drive and the Learning Process. New York: Holt (1931).